# Niemandsland (Roman)
Niemandsland ist ein Roman der englischen Schriftstellerin Pat Barker. Er wurde 1991 unter dem Titel Regeneration erstmals veröffentlicht und erschien 1997 bei Hanser ins Deutsche übersetzt von Matthias Fienbork.

## Inhalt
Niemandsland stellt den ersten Teil von Pat Barkers Regeneration-Trilogy dar, in der sie sich mit der psychischen Verarbeitung der Erlebnisse der Protagonisten im  Ersten Weltkrieg auseinandersetzt. Die weiteren Teile sind Das Auge in der Tür und Die Straße der Geister.
Hauptfigur der Trilogie ist Siegfried Sassoon, ein Dichter und Frontoffizier, attraktiv und latent homosexuell. Desillusioniert fordert er 1917 vom Parlament ein Ende des Krieges und wird dafür als Kriegszitterer in eine Nervenheilanstalt eingewiesen, um anschließend wieder an die Front geschickt werden zu können. Im schottischen Craiglockhart-Sanatorium begegnet er weiteren traumatisierten Kriegsteilnehmern, darunter auch Wilfred Owen, der von Sassoon beim Schreiben unterstützt wird und anscheinend Gefühle für ihn entwickelt.
Im Mittelpunkt stehen außerdem der Soldat Billy Prior und seine Freundin Sarah Lumb, eine Arbeiterin in einer Munitionsfabrik, sowie der Arzt W. H. R. Rivers und sein Verhältnis zu den Patienten. Am Ende des Romans tritt Rivers eine neue Stelle in London an und Sassoon kehrt an die Front zurück.
Der Roman basiert auf Biografien der dargestellten Dichter und auf Akten des historischen Dr. Rivers am Craiglockhart-Militärhospital in Edinburgh.

## Kritik
„Pat Barker unternahm in den drei Bänden ihrer großen Erzählung das couragierte und doch völlig folgerichtige Experiment, den Krieg nahezu ausschließlich aus der Perspektive der Psychiatrie, der verletzten Seelen, der geistigen Verwirrungen, des Elends der Hirngeschädigten zu schildern.“

“Pat Barker extends the boundaries of antiwar fiction in her eloquent novel.”

### Ausgaben
- Pat Barker, Niemandsland, dtv 1999, ISBN 978-3423126229.
- Pat Barker, Niemandsland, Hanser 1997, ISBN 978-3446189218.
- Pat Barker, Regeneration, Penguin 1992, ISBN 978-0141026534.

Weiterhin existiert eine von Ulrich Pleitgen gelesene Hörbuchfassung.

### Sekundärliteratur
- Karen Patrick Knutsen, Reciprocal Haunting: Pat Barker’s Regeneration Trilogy, Waxmann 2010, ISBN 978-3830922957.
- Karin E. Westman, Pat Barker’s Regeneration, Continuum 2001, ISBN 978-0826452306.